# Samtgemeinde Wesendorf
Wesendorf er et amt i den vestlige del af Landkreis Gifhorn i den tyske delstat Niedersachsen, beliggende cirka 10 km nord for Gifhorn. Der bor 14.196 indbyggere i Samtgemeinde Wesendorf (2012) på et areal 209,04 km².
| Kommuner og landsbyer i amtet | Kommuner og landsbyer i amtet | Kommuner og landsbyer i amtet | Kommuner og landsbyer i amtet | Kommuner og landsbyer i amtet                                                                           |
| Kommune                       | Befolkning (31. dec 2003)     | Areal (km²)                   | Tæthed                        | Landsbyer                                                                                               |
| ----------------------------- | ----------------------------- | ----------------------------- | ----------------------------- | --- |
| Groß Oesingen                 | 2.029                         | 57,44                         | 35 indb./km²                  | Groß Oesingen, Klein Oesingen, Mahrenholz (Groß Oesingen), Schmarloh, Texas (Groß Oesingen), Zahrenholz |
| Schönewörde                   | 983                           | 17,73                         | 55 indb./km²                  | Schönewörde                                                                                             |
| Ummern                        | 1.593                         | 40,32                         | 40 indb./km²                  | Pollhöfen, Ummern                                                                                       |
| Wagenhoff                     | 1.150                         | 4,32                          | 266 indb./km²                 | Wagenhoff                                                                                               |
| Wahrenholz                    | 3.839                         | 57,99                         | 66 indb./km²                  | Betzhorn, Teichgut, Wahrenholz, Weißen Berge, Weißes Moor                                               |
| Wesendorf                     | 4.982                         | 31,23                         | 160 indb./km²                 | Wesendorf, Westerholz (Wesendorf)                                                                       |